# Soslan Totrasowitsch Dschanajew
Soslan Totrasowitsch Dschanajew (russisch Сослан Тотразович Джанаев; * 13. März 1987 in Ordschonikidse) ist ein russischer Fußballtorwart.

## Karriere
Seine Ausbildung zum Torwart bekam er bei ZSKA Moskau. Bei der ersten Mannschaft konnte er sich nicht durchsetzen. Für die zweite Mannschaft von ZSKA Moskau absolvierte er 6 Spiele / 6 Gegentore. 2007 wechselte er zum «Kamas». Für die Mannschaft aus der russischen 1. Division kam er auf 28 Partien und kassierte 17 Gegentreffer.
Es folgte 2008 ein Wechsel zum russischen Rekordmeister Spartak Moskau. Er wurde genau so, wie bei ZSKA meist nur bei der 2. Mannschaft von Spartak Moskau eingesetzt. Am 18. April 2009 kam er jedoch bei der 1. Mannschaft in der Premjer Liga gegen Terek Grosny zum Einsatz. Dies war auch für Waleri Karpin, die erste Begegnung als Trainer beim Spartak Moskau. Von 2010 bis 2012 wurde er an Terek Grosny ausgeliehen. 2013 wurde der Torwart erneut verliehen, diesmal an Alanija Wladikawkas. 2014 wurde Dschanajew vom FK Rostow unter Vertrag genommen.

### Nationalmannschaft
Von 2007 bis 2009 spielte Dschanajew für die russische U-21-Fußballnationalmannschaft und wurde in 6 Spielen eingesetzt. Er gab sein Debüt für die russische Nationalmannschaft am 9. Oktober 2016 im Freundschaftsspiel gegen Costa Rica.